# ريكاردو سيسيليانو
ريكاردو مانويل سيسيليانو بوستيلو (بالإسبانية: Ricardo Ciciliano)‏ (23 سبتمبر 1976 في بارانكيا - 17 سبتمبر 2020)، هو لاعب وسط كرة قدم كولومبي.

## الألقاب
| الموسم | النادي         | عنوان                            |
| ------ | -------------- | -------------------------------- |
| 1993   | كولومبيا       | بطولة أمريكا الجنوبية تحت 17 سنة |
| 2003   | يرحل توليما    | 2003-2- كأس موستانج              |
| 2005   | ديبورتيفو كالي | 2005-2- كأس موستانج              |

### مرتبة الشرف الفردية
- أفضل هداف في كوبا سوداميريكانا 2007 مع فريق ميلاناريوس

## روابط خارجية
- ريكاردو سيسيليانو على موقع الاتحاد الدولي (مؤرشف)  (الإنجليزية)
- ريكاردو سيسيليانو على موقع قاعدة بيانات كرة القدم.إي يو (الإنجليزية)